# Rhipidia (Rhipidia) femorasetosa taeniola
Rhipidia (Rhipidia) femorasetosa taeniola is een ondersoort van de tweevleugelige Rhipidia (Rhipidia) femorasetosa uit de familie steltmuggen (Limoniidae). De ondersoort komt voor in het Afrotropisch gebied.